# Felimida binza
Felimida binza (Ev. Marcus & Er. Marcus, 1963) è un mollusco nudibranchio della famiglia Chromodorididae.

## Descrizione
Corpo di colore viola, con righe gialle che si congiungono in corrispondenza dei rinofori. Bordi del mantello bianco-gialli. Rinofori viola, ciuffo branchiale dello stesso colore con bordi in viola più chiaro.

## Distribuzione e habitat
Considerato molto raro, reperibile nel Mar Mediterraneo o nell'Oceano Atlantico orientale, a basse profondità. Più frequente nella penisola sorrentina.